# قاتل مخملی
قاتل مخملی(به انگلیسی: Velvet Assassin) (نام قبلی: سابتیج) یک بازی مخفی‌کاری منتشرشده برای ایکس‌باکس ۳۶۰ و مایکروسافت ویندوز است، که در آمریکای شمالی و در ۲۸ آوریل ۲۰۰۹ منتشر شد.  داستان این بازی از زندگی واقعی ویولت ژابو جاسوس برجسته جنگ جهانی دوم برداشته است. بازیکن در بازی به جبهه آلمان می‌رود تا آلمانی‌ها را به قتل برساند.

## بازتاب‌ها
| گردآورنده | امتیاز          |
| --------- | --------------- |
| متاکریتیک | 66/100 (۱۱ نقد) |

| ناشر         | امتیاز  |
| ------------ | ------- |
| یوروگیمر     | 4/10    |
| گیم اینفورمر | 5.25/10 |
| گیم‌پرو       | [ ۱۰ ]  |
| گیم‌اسپات     | 7.5/10  |
| گیمز ریدار+  | 6/10    |
| گیم‌زون       | 7.7/10  |
| آی‌جی‌ان       | 5/10    |
| ایکس پلی     | [ ۱۵ ]  |
| دنیای بازی   | [ ۵ ]   |